# Шелбі (округ, Індіана)
Шаблон:StateAbbr_ 39°31′ пн. ш. 85°47′ зх. д. / 39.52° пн. ш. 85.79° зх. д.
Округ Шелбі (англ. Shelby County) — округ (графство) у штаті Індіана, США. Ідентифікатор округу 18145.

## Історія
Округ утворений 1821 року.

## Демографія
За даними перепису
2000 року
загальне населення округу становило 43445 осіб, зокрема міського населення було 19198, а сільського — 24247.
Серед мешканців округу чоловіків було 21505, а жінок — 21940. В окрузі було 16561 домогосподарство, 12057 родин, які мешкали в 17633 будинках.
Середній розмір родини становив 3,02.
Віковий розподіл населення поданий у таблиці:
| Стать    | До 15 років | 15-21 | 22-29 | 30-39 | 40-49 | 50-65 | 65-85 | Понад 85 |
| -------- | ----------- | ----- | ----- | ----- | ----- | ----- | ----- | -------- |
| Чоловіки | 4899        | 2057  | 2172  | 3381  | 3524  | 3336  | 1970  | 166      |
| Жінки    | 4653        | 2035  | 2051  | 3349  | 3408  | 3301  | 2672  | 471      |

## Суміжні округи
- Генкок — північ
- Раш — схід
- Декатур — південний схід
- Бартолом'ю — південь
- Джонсон — захід
- Меріон — північний захід

## Виноски
1. ↑  U.S. Decennial Census. United States Census Bureau. Архів оригіналу за 19 липня 2018. Процитовано 10 липня 2014.
2. ↑  Historical Census Browser. University of Virginia Library. Архів оригіналу за 16 серпня 2012. Процитовано 10 липня 2014.
3. ↑  Population of Counties by Decennial Census: 1900 to 1990. United States Census Bureau. Архів оригіналу за 4 жовтня 2014. Процитовано 10 липня 2014.
4. ↑  Census 2000 PHC-T-4. Ranking Tables for Counties: 1990 and 2000 (PDF). United States Census Bureau. Архів оригіналу (PDF) за 18 грудня 2014. Процитовано 10 липня 2014.
5. ↑  Shelby County QuickFacts. Бюро перепису населення США. Архів оригіналу за 18 липня 2011. Процитовано 25 вересня 2011. [Архівовано 2011-06-07 у Wayback Machine.](англ.) Наведено за англійською вікіпедією.
6. ↑  American FactFinder. Бюро перепису населення США. Архів оригіналу за 26 лютого 2012. Процитовано 31 січня 2008. [Архівовано 2008-05-21 у Wayback Machine.]

| США | Це незавершена стаття з географії США. Ви можете допомогти проєкту, виправивши або дописавши її. |